# Де Ла Беквит, Байрон
Байрон де ла Беквит (англ. Byron De La Beckwith; 9 ноября 1920, Колуса, штат Калифорния — 21 января 2001, Джэксон, штат Миссисипи) — американский расист и деятель ку-клукс-клана, известен также как убийца правозащитника Медгара Эверса.

## Биография
Байрон де ла Беквит родился в городке Колуса, штат Калифорния. Отец Беквита умер, когда Байрону было пять лет. Мать Беквита умерла от воспаления лёгких, когда ему было 12 лет, после чего его опекуном стал дядя. В январе 1942 года он поступил в Корпус морской пехоты США. Военную службу Беквит проходил на Тихом океане в должности пулемётчика, являлся участником сражения за Гвадалканал и битвы за Тараву, во время последней был ранен. За свою карьеру Беквит был награждён множеством орденов и медалей, в том числе «Пурпурным сердцем». В январе 1946 года он полностью оправился от ранения и был демобилизован из рядов вооружённых сил США. Беквит поселился в городе Провиденс, Род-Айленд, где женился на Марии Луизе Уильямс. В течение десяти последующих лет он работал продавцом табака и удобрений.
Беквиту была близка идеология расизма, он считал негров низшей расой, поэтому вступил в ку-клукс-клан — расистскую организацию, занимавшуюся нападениями на чернокожих людей.

## Убийство Медгара Эверса
12 июня 1963 года Беквит подстерёг известного в штате Миссисипи борца за гражданские права негров Медгара Эверса возле его дома и смертельно ранил выстрелом в спину. Эверс умер по дороге в больницу. Убийство правозащитника вызвало большой общественный резонанс. Беквит ни от кого не скрывал своей причастности к убийству, хвастался совершённым им преступлением на митингах «Ку-клукс-клана» и вскоре был арестован. В 1964 году состоялось два судебных процесса, на которых не удалось добиться единогласного обвинительного вердикта присяжных (все они были белыми).

## Дальнейшая судьба
В 1967 году Беквит безуспешно пытался занять пост вице-губернатора штата от Демократической партии. В 1973 году Беквит вновь был арестован (его задержали, когда он перевозил бомбу, которая, как предполагается, предназначалась для убийства Адольфа Ботника). Он был за это осужден и провел несколько лет в тюрьме.
Третий судебный процесс над Беквитом по обвинению в убийстве Медгара Эверса состоялся лишь в 1994 году. На этот раз присяжные признали Беквита виновным, и суд приговорил его к пожизненному лишению свободы за убийство первой степени без права на условно-досрочное освобождение. 21 января 2001 года, в возрасте 80 лет, Беквит скончался в тюрьме от болезни сердца.